# Гордон, Томас (филэллин)
Томас Гордон (англ. Thomas Gordon; 1788 — 20 апреля 1841) — шотландский филэллин и историк, полковник британской и генерал-майор греческой армий.

## Ранняя карьера
Родился в Cairness House, Абердиншир. Получил образование в Итоне (Итонский колледж) и в Оксфорде (Брасенос-колледж).
С 1808 по 1810 служил в британской армии, в полку шотландских серых драгун (Scots Greys). В мае 1810 покинул службу в армии ради путешествий и 26 августа того же года его хорошо принял в городе Янина Али-паша Тепеленский, местный полуавтономный правитель Османской империи. Между 1810 и 1812 году, его путешествия включали Афины, Константинополь, Фессалоники, а также Анатолию, Персию и Варварский берег.
В 1813 году он служил в качестве капитана в русской армии, в ноябре 1813 в армии графа фон Вальмодена в Претцере в Мекленбурге. В начале 1814 года вернулся в Кейрнесс-Хаус. В 1815 году уехал в Константинополь, где женился на Барбаре Кана (впоследствии баронессе де Sedaiges).

## Греческая революция
Греческая революция разразилась в марте 1821 года. Гордон прибыл в восставшую Грецию в августе.
Гордон прибыл на «своём» корабле в Леониди, привезя с собой немного оружия и боеприпасов и нескольких офицеров-артиллеристов. Был встречен людьми Дмитрия Ипсиланти и доставлен к осаждаемому повстанцами городу Триполи (см. Осада Триполицы).
Случилось так, что в день прибытия Гордона он увидел своими глазами, как «эллины загоняли персиян в крепость, как овец». Полный романтического энтузиазма, Гордон «со слезами на глазах, воскликнул, что он счастлив видеть своими глазами то, что он слышал от своих предков и читал в книгах истории», при этом, обращаясь к Ипсиланти, он говорил: «Вы князь блаженный, Вы — Леонид, во главе спартанцев, Фемистокл во главе афинян».
Повстанцы установили для Гордона шатёр, отбитый у турецкого паши, на холме напротив Триполи.
Гордон остался служить в штабе при Дмитрии Ипсиланти.
Находясь вместе с Ипсиланти в походе к Коринфскому заливу, Гордон не принимал участия во взятии Триполи, но по возвращении был шокирован результатами резни при взятии города. Повстанцы вырезали не только гарнизон и всех вооружённых турок, но и безоружное гражданское население, словно, как пишет Трикупис, «греки в один день решили отомстить за зверства четырёх веков».
По поручению Ипсиланти Гордон принялся наводить порядок в разрушенном городе.
В конце года Гордон вернулся в Шотландию, по некоторым данным, шокированный событиями в Триполи.
В ноябре 1822 года временное греческое правительство послало ему письмо с просьбой вернуться. Гордон отказался, но продолжал поддерживать греческую борьбу, присоединившись к греческому комитету в Лондоне (образован 8 марта 1823 года), куда внёс деньги и военное снаряжение. Он отказался также от приглашения комитета ехать в Грецию в качестве одного из трёх комиссаров, сопровождающих снабжение и фонды. Как член комитета, он поддержал назначение и отправку в Грецию Байрона.

## Займы
В начале 1824 года греческая делегация, ведущая в Лондоне переговоры о предоставлении Британией займа Греции, просила Гордона вернуться.
Первый заём, предоставленный ещё не воссозданному греческому государству, был на сумму в 800 тысяч фунтов. Из этих денег до Греции дошли около 300 тысяч. Остальные, как писал американский филэллин Самуэл Хауи, были растрачены в Британии греческими брокерами и британскими банкирами и «филэллинами».
Аналогичной была участь и второго займа 1825 года, уже на сумму в 2 млн фунтов. Согласно тому же Хауи, из этих денег до Греции дошли 34 тысячи фунтов и снабжение на 66 тысяч фунтов, плюс известный своим финансовым скандалом фрегат «Эллада». Сюда же Хауи добавляет 15108 фунтов, предоставленных Гордону для использования в Греции на его усмотрение.
Гордон прибыл в Нафплион 11 мая 1826 года, имея на руках 14 тысяч британских фунтов из остатков второго британского займа. Но и эти, последние, деньги не достались греческому правительству, поскольку Гордон «с непреклонным упорством» был намерен распоряжаться деньгами по своему усмотрению.
Вернувшись в Грецию, Гордон застал страну, не только воюющую с Османской империей, но погружённую также в междоусобицу.
К концу года Гордон истратил все доверенные ему деньги, финансируя отряды военачальников Средней Греции и Эпира.

## Пирей
Активное участие в военных действиях Гордон принял только в 1827 году.
На острове Саламин собрались 1500 повстанцев под командованием Макриянниса, И. Нотараса, и 400 регулярных солдат под командованием майора Игглесиса. Силы на острове Саламин возглавил Гордон, получивший звание бригадира. Задачей Гордона было облегчить положение осаждённых в Афинском Акрополе повстанцев.
В ночь с 24 на 25 января из Саламина вышла флотилия, на борту кораблей которой находилась группировка Гордона. В составе флотилии был парусно-паровой корабль «Картериа» капитана Франка Хэстингса, 3 брига и 5 голетов. На борту кораблей было также 25 иностранцев-филэллинов и 50 артиллеристов с острова Псара с 9 пушками.
Флотилия подошла к полуострову Кастелла (Мунихия), Пирей, где первым высадился Макрияннис. Изгнав немногочисленных турок, десант стал укреплять позиции и устанавливать пушки.
Осажденные, видя с Афинского Акрополя огни греческих лагерей на Кастелле и в Каматероне, куда подошёл Константин Дени Бурбаки, ждали скорого снятия осады.
На следующий день, 27 января, османский командующий Кютахья с 2 тысячами пехотинцев и 600 кавалеристами атаковал Каматеро и разбил отряд Бурбаки (см. Битва при Каматеро). По разным источникам греки потеряли в этом бою от 200 до 500 человек убитыми.
Раненный Вурвахис был взят в плен. Были предприняты попытки выкупить его, но Кютахья дал приказ отрубить Вурвахису голову.
Ссылаясь на свою победу при Каматеро, Кютахья в очередной раз запросил сдачу Афинского Акрополя. Осажденные указали на полуостров Кастеллу, все ещё находившийся в греческих руках. 29 января почти вся армия Кютахьи обрушилась на Кастеллу. Гордон и баварец Эйдек на шлюпке переправились на корабли, призывая и Макриянниса последовать за ними. Макрияннис отказался, иронически отмечая, что западные европейцы «командуют боем на суше, находясь на кораблях, и убивают неприятелей словами». Макрияннис и вместе с ним герой Клисовы П. Сотиропулос (см. Третья осада Месолонгиона) отбил три атаки турецкой армии. Кастелла осталась в греческих руках, но победа Кютахьи при Каматеро позволила ему продолжить осаду Афинского Акрополя.
Гордон оставался командиром соединения на полуострове Кастелла. После поражения повстанцев в мае (см. Битва при Фалероне), Гордон, выполняя указание англичанина Ричарда Черча, бывшего на тот момент командующим армией, покинул полуостров.
В июле 1827 года Гордон вернулся в Шотландию.

## Археолог и историк
Гордон вернулся в Грецию в 1828 году. Греция ещё сражалась. Но Гордон с 1828 по 1831 год вместе со своим секретарем Джеймсом Робертсоном и историком Джорджем Финлеем был занят раскопками храма Геры около Аргоса.
Одновременно, пребывая в Аргосе, Гордон собирал материалы для написания истории Греческой революции.

## Каподистрия, Иоанн Антонович
Находясь в Греции, Гордон оказался замешанным в цепочке событий, приведших к убийству первого правителя Греции, Иоанна Каподистрии. После мятежа на полуострове Мани, Петрос Мавромихалис, глава самого сильного клана маниатов, был помещён Каподистрией под домашний арест в Нафплионе. В январе 1831 года Гордон предоставил свой голет, на котором Мавромихалис бежал на контролируемый англичанами остров Закинф. Константин Канарис перехватил Мавромихалиса при попытке перебраться в Мани. Арест Мавромихалиса и его заключение, стали поводом убийства Каподистрии родственниками Мавромихалиса.
Сразу после этих событий Гордон вернулся в Шотландию, где закончил свою книгу «История Греческой революции» в 1833 году.

## Греческое королевство
После установления в Греции монархии баварца Оттона, Гордон вернулся в Грецию в 1833 году и поступил на службу в греческую армию. Принял участие в искоренении разбойников в регионе Этолия и Акарнания, которые поддерживались турками через границу. Гордон говорил на турецком языке бегло, к удивлению местных пашей, что имело большое значение в переговорах. В дальнейшем он был назначен председателем военного трибунала, созданного в мятежном регионе Мессения.
Из-за слабого здоровья Гордон вышел в отставку в феврале 1839 года и вернулся в Шотландию. Его последний краткий визит в Грецию состоялся в 1840 году.
Гордон умер в своём родовом поместье Кейрнесс 20 апреля 1841 года.

## Награды
Гордон был удостоен различных наград, включая звание великого командора греческого ордена Спасителя.
Он был членом многих научных обществ, включая Лондонское королевское общество (1821), Общество антикваров Шотландии (1828) и Королевское азиатское общество Великобритании и Ирландии (1834), а в Греции — Общества естественной истории (1837) и Археологического общества (1840).